# Gütermann
Die Gütermann GmbH (Außenauftritt A&E Gütermann) mit Sitz im südbadischen Gutach im Breisgau ist ein traditionsreicher und weltweit operierender Nähfadenhersteller. Die Firma wurde 1864 von Max Gütermann gegründet und stellte einst die größte Nähseidenfabrik der Welt dar. Das Unternehmen ist heute Teil der US-amerikanischen Elevate Textiles, Inc.
Das operative Geschäft unterteilt sich in die Sparten Consumer und Industry. In der Sparte Consumer richtet sich A&E Gütermann mit seinen Nähfäden und ergänzenden Produkten wie Perlen und Pailletten, Stoffen sowie diversen Kurzwaren am Endverbraucher aus. In der Sparte Industry entwickelt A&E Gütermann gemeinsam mit Geschäftskunden individuelle Apparel- und Non-Apparel-Lösungen.

## Geschichte
Der Unternehmensgründer Max Gütermann wurde am 12. Oktober 1828 im oberfränkischen Redwitz an der Rodach geboren und starb am 30. August 1895 in Freiburg im Breisgau. Er war bis 1864 in einem Seidenhandelshaus in Wien angestellt, einem der damals größten Handelszentren für Seidenwaren. Da Nähseide zu dieser Zeit vor allem in Oberitalien produziert wurde und Österreich die Lombardei 1859 verlor, machte sich Gütermann 1864 selbständig und suchte einen günstigen Standort für eine eigene Produktionsstätte.

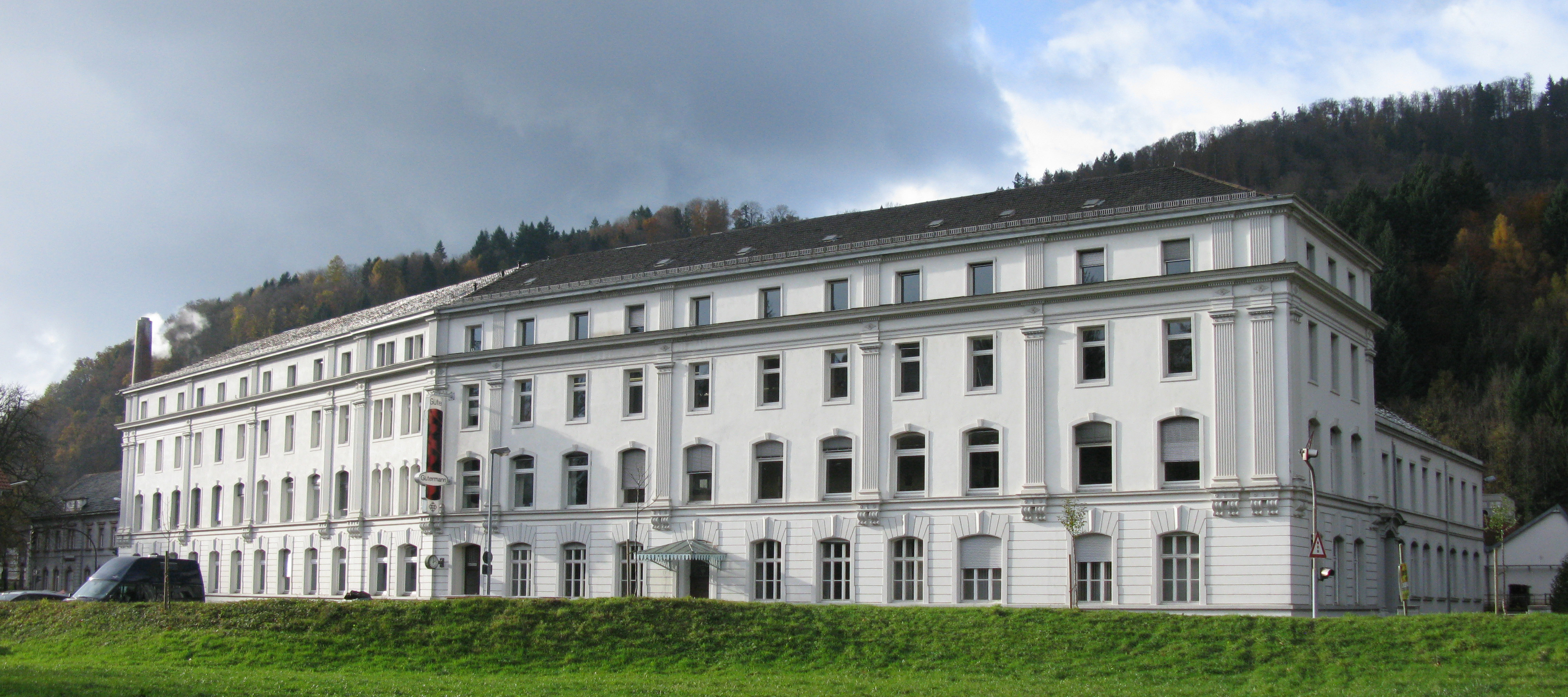
Stammsitz in Gutach (Breisgau)

Zunächst mietete Gütermann 1866 in Fridau nahe Wien eine Mühle, in der er mit einigen Mitarbeitern eine kleine Fabrik einrichtete, bevor er schließlich in der südbadischen Dorfgemeinde Gutach im Breisgau fündig wurde. Einen großen Standortvorteil sah der junge Textilkaufmann in dem klaren und weichen Wasser der Elz, welches sich besonders gut zum Färben der Nähseide eignete. 1867 wurde die Nähseidenfabrik Gütermann & Co. mit zunächst 30 Arbeitskräften aufgenommen.

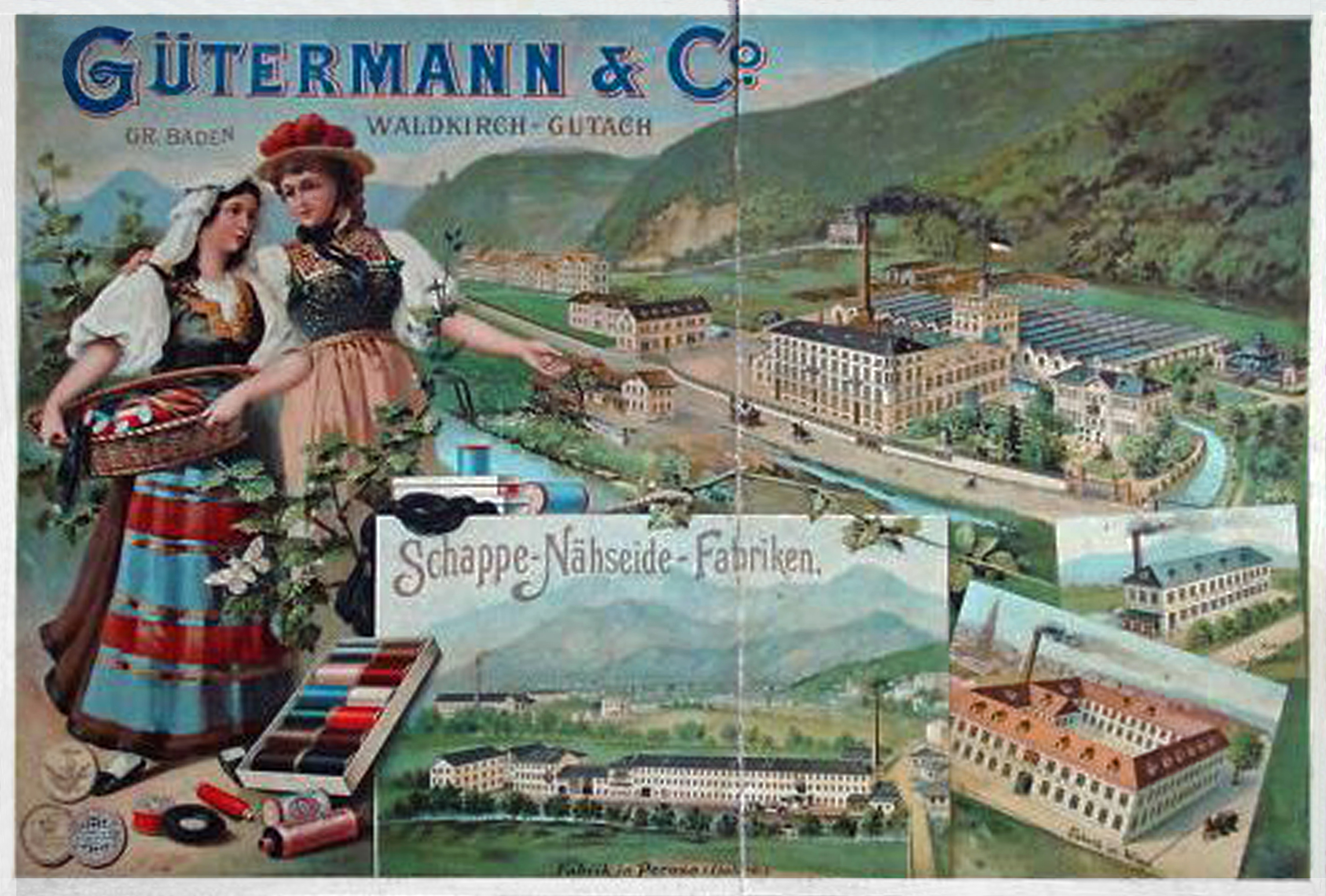
Werbeplakat um 1890

Gütermann bot seine Nähseide ab 1873 nicht mehr wie bis dahin üblich nach Gewicht, sondern nach Längeneinheiten an. Er bewirkte damit die Erhebung der metrischen Bezeichnung für die Fadenstärke zum Standard, die erst 1969 durch das internationale Tex-System abgelöst wurde.

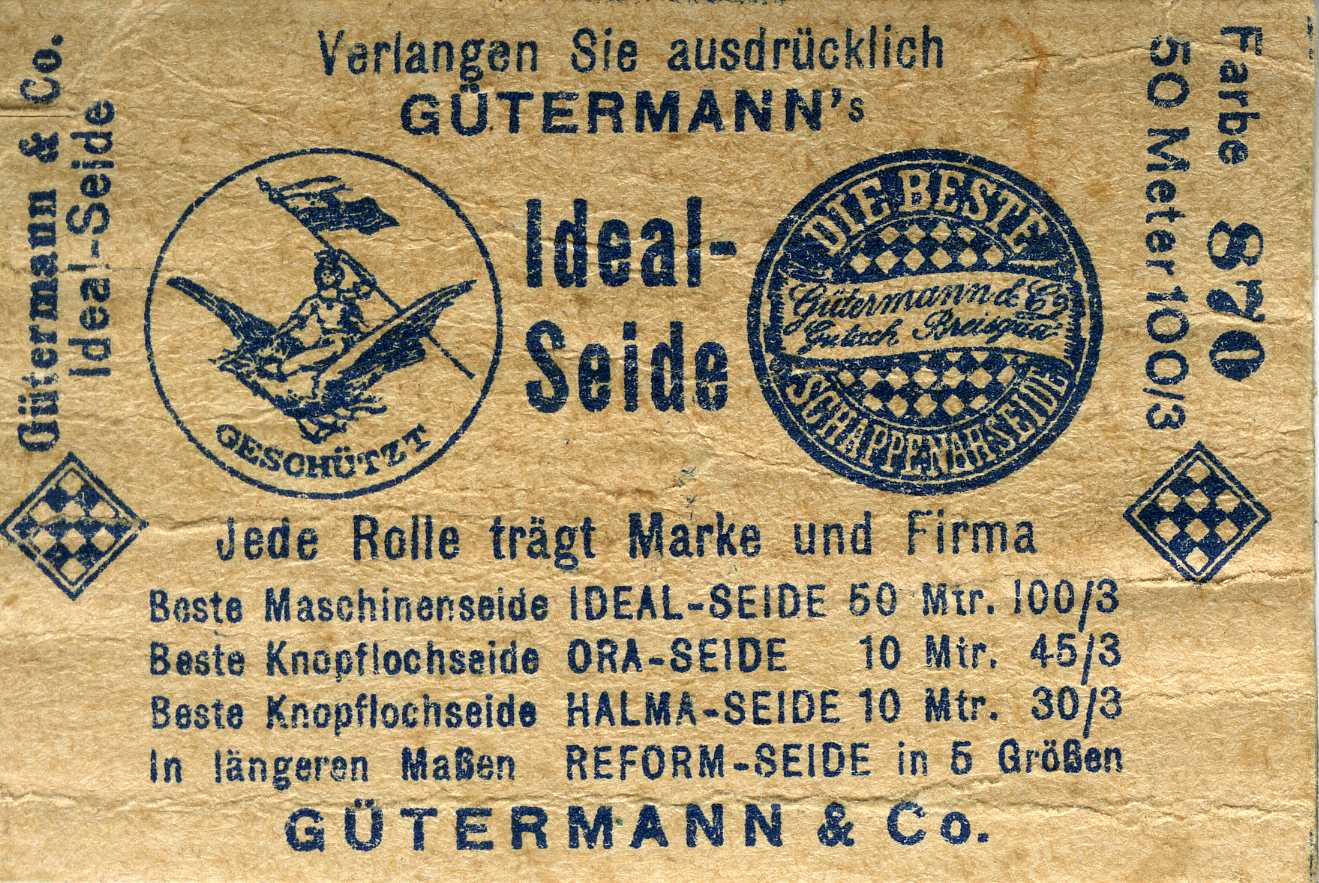
Etikett Ideal-Seide

Diese Umstellung der Verkaufseinheit von Gewicht auf Länge stieß bei der Konkurrenz auf wenig Verständnis, weil die Nähseide bis dahin gerne mit Metallpulver beschwert wurde, um das Garn mit dem höheren Gewicht preiswürdiger erscheinen zu lassen. Die Verbraucher hingegen wussten diese Methodik zu schätzen und sprachen Gütermann’s Nähseide immer stärkeres Vertrauen aus. Besondere Aufmerksamkeit erhielt die Umstellung schließlich dadurch, dass Gütermann diese bei der Weltausstellung in Wien öffentlich bekannt machte.

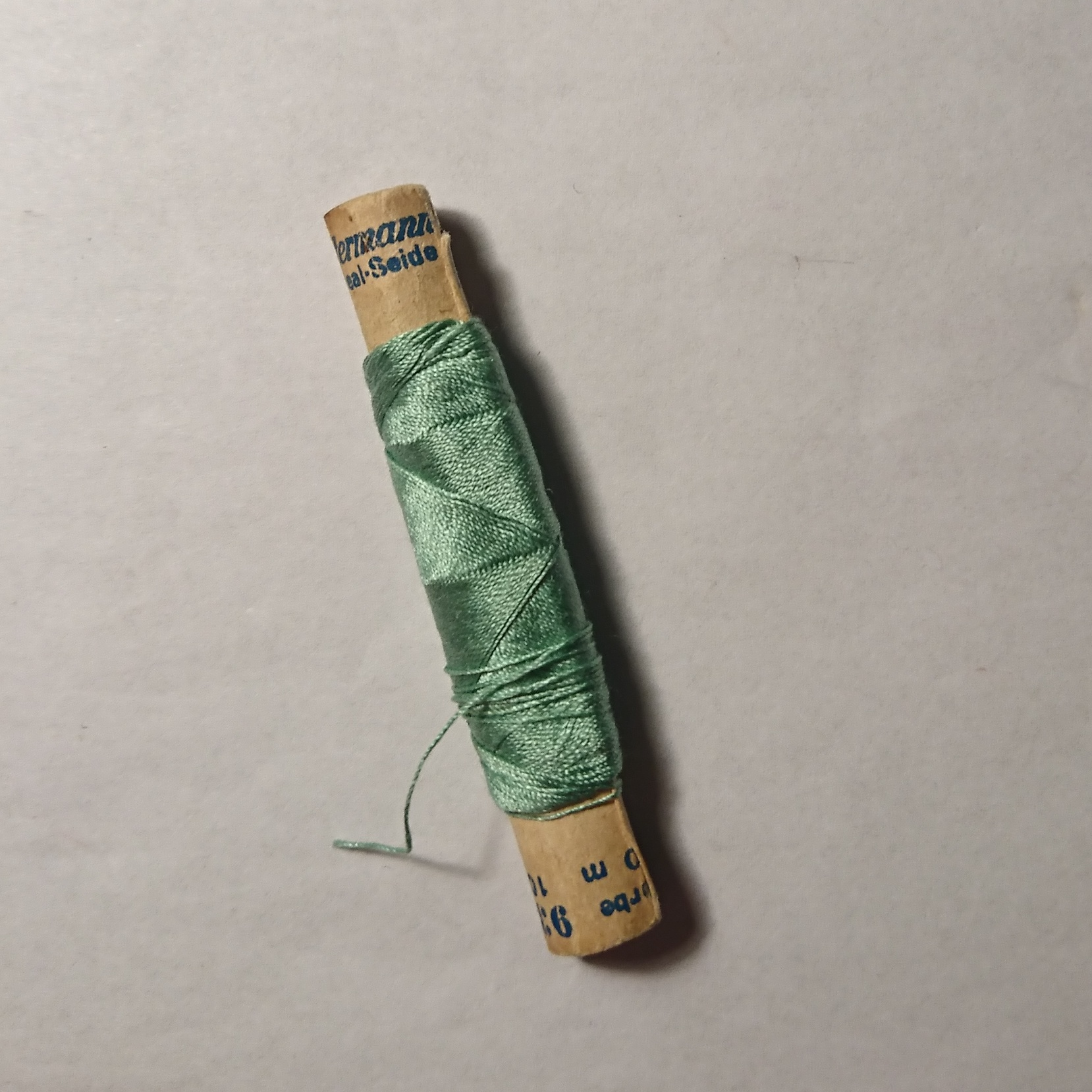
Alte Gütermann-Nähseide

Auch die Art und Weise, wie die Nähseide auf dem Markt platziert wurde, hat Gütermann wesentlich geprägt. Während bis dahin nur Strängchen, Holzspulen oder bewickelte flache Pappkärtchen auf dem Markt waren und mit unverständlichen Maßen und Gewichtseinheiten ausgezeichnet wurden, so führte Gütermann die revolutionäre Kreuzwicklung auf Papphülsen ein, die anschließend Standard für alle Nähfadenhersteller wurde.
Um die Jahrhundertwende wuchs die Produktion im Unternehmen so stark, dass Gastarbeiter aus Italien angeworben wurden. Gütermann errichtete daraufhin zahlreiche Werkswohnungen am damaligen Ortsrand von Gutach. Bis zum Ersten Weltkrieg stieg die Anzahl an Arbeitskräften auf 1800. Im Jahr 1927 waren es in Gutach kaum weniger und weltweit fast 3000. Damit stellte Gütermann einen der größten Arbeitgeber Südbadens dar.
1923/24 wurde für das Textilwerk nach Plänen des Karlsruher Architekten Hermann Alker das Zweribachwerk, eines der ersten Pumpspeicherkraftwerke Deutschlands, errichtet.
Schon bald nach Hitlers Machtergreifung 1933 hatten sich die Firmeninhaber um die Mitgliedschaft in der NSDAP bemüht, die sie sogleich erhielten. Damit strebten sie das Privileg an, die Nähseide für SA-Uniformen zu produzieren, da dies hohe Umsätze sowie eine Sicherung der Unternehmensführung versprach. Aufgrund jüdischer Vorfahren wurden die Gütermanns jedoch ungeachtet ihrer protestantischen Glaubenszugehörigkeit als Mischlinge ersten Grades eingestuft und mussten die NSDAP verlassen. Daraufhin wurde die Firma von der Reichszeugmeisterei ausgeschlossen und bei Kunden mit erheblicher wirtschaftlicher Schädigung diffamiert.

Im Jahr 1935 entwickelte das Unternehmen den zum Patent angemeldeten „Gütermann-SVK“ (Schnellverkaufskasten). Mit diesem wurden die Garnröllchen offen für den Verbraucher angeboten, während die Spulen zuvor noch in Schubladen oder in Schränken aufbewahrt und einzeln ausgelegt werden mussten. Auch diese Form der Warenpräsentation wurde in der Branche von Mitbewerbern übernommen.

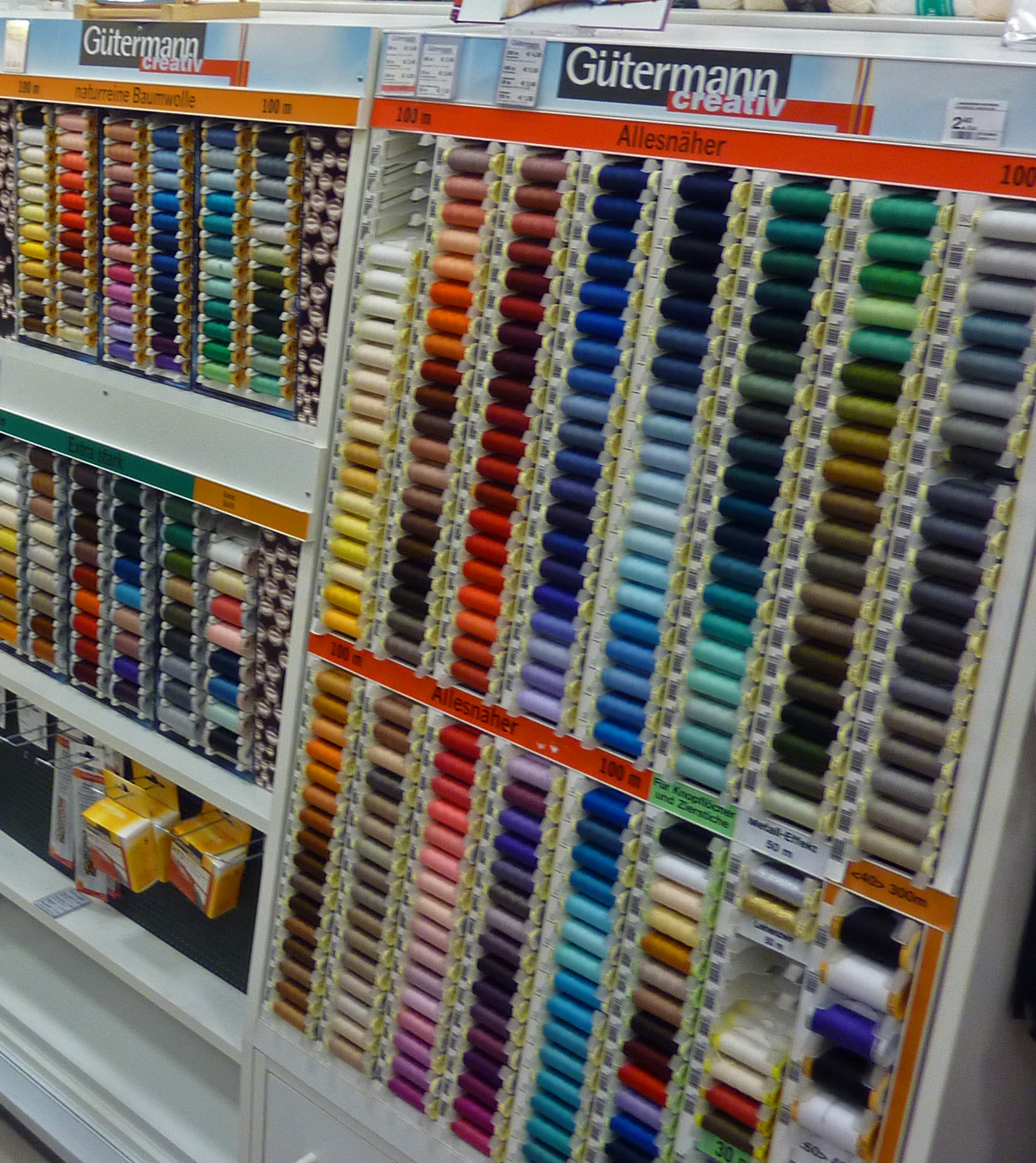
Nähfäden heute im Einzelhandel

Nach 1945 setzte die Entwicklung von Chemiefasern ein und forderte Gütermann heraus, aus den neuen synthetischen Fasern einen hochwertigen Nähfaden zu schaffen. Gütermann entwickelte hier den langfasergesponnenen Polyester-Nähfaden, der die Nachfolge von Gütermann-Nähseide angetreten hat und dieses Produkt in einigen Qualitätskriterien übertrifft. Diese Verlagerung ermöglichte es dem Unternehmen, sich in der europäischen Bekleidungs- sowie technischen Textilindustrie fest zu etablieren. Rund 10 % des Umsatzes werden derzeit mit technischen Nähfäden, wie z. B. für die Automobilindustrie, erzielt.
Die erstmals 1961 erschienene eigene Zeitschrift „Die Naht“, mit der einem breiten Kundenkreis praktische Informationen zu nähtechnischen Anwendungen sowie Lösungsvorschläge für Probleme im nähtechnischen Bereich an die Hand gegeben wurden, war ebenso eine Innovation des Unternehmens wie die Mitte der 1960er Jahre entwickelte Kunststoffspule mit Fadenverwahrung. So schaffte es Gütermann sich auch im klassischen Einzelhandel weiter als starke Marke zu positionieren.
1971 nahm das Unternehmen die modernste computergesteuerte Färberei Europas in Betrieb und wurde 1995 als Lieferant für insgesamt 1300 Kilometer Gütermann-Faden Tera 10 für die Reichstags-Verhüllung durch die beiden Künstler Christo und Jeanne-Claude bekannt.
1999 kaufte das Unternehmen mit dem Bastelbedarfhersteller KnorrPrandell GmbH mit Sitz in Lichtenfels den weltgrößten Großhandel für Bastel- und Dekorationsbedarf sowie die Bastel Service AG in Niederwangen bei Bern und führte die Produktlinie Perlen und Pailletten ein (beide Tochterfirmen wurden 2010 an die niederländische Wagram Equity Partners veräußert, die sie später mit ihrer Beteiligung Kars & Co. zur Creative Hobbies Group bündelte).
2001 wurde das operative Geschäft der Seiden- und Baumwollzwirnerei Zwicky & Co. in Wallisellen (Kanton Zürich, Schweiz) übernommen.
Im Jahr 2008 wurde in Indien ein weiterer Produktionsstandort eröffnet, wodurch das Unternehmen zu einem der führenden Nähfadenhersteller Asiens wurde. Die dortige Produktion umfasst das Färben und Wickeln der für den asiatischen Markt bestimmten Fäden.
Nach der Expansion nach Indien und Investitionen in eine neue Produktionstechnologie entwickelte sich das Geschäft jedoch im Zuge der Finanzkrise schlechter als erwartet. 2008 mussten am Standort Gutach massiv Stellen abgebaut werden, von ca. 500 um etwa 150 bis 200. Zudem veräußerte Gütermann zahlreichen Grundbesitz in der Gemeinde Gutach. In den darauffolgenden Jahren konnte sich das Unternehmen wieder erfolgreich erholen.
2014 wurde Gütermann mit einem Umsatz von 92 Mio. EUR, weltweit 923 Mitarbeitern und Produktionsstandorten in Gutach, Spanien, Mexiko und Indien durch das US-amerikanische Unternehmen American & Efird LLC (A&E) übernommen.

## Geschäftsführung
Von der Gründung 1864 bis 1884 war Max Gütermann alleiniger Vorsitzender der Geschäftsführung.
Die zweite Generation trat ab 1884 mit den fünf Söhnen Carl, Julius, Alexander, Ludwig und Rudolf in das väterliche Unternehmen ein. Unter ihrer Führung expandierte das Familienunternehmen bis nach Übersee. Zudem wurde besonders das Angebot an Sozialleistungen für die Arbeiterschaft ausgebaut. Die Gütermanns errichteten in Gutach zahlreiche Werkswohnungen, eine Werkskantine, einen Betriebskindergarten sowie ein eigenes Krankenhaus für die Belegschaft. Sie führten eine Betriebskrankenkasse sowie ein Prämiensystem im Unternehmen ein und gründeten darüber hinaus auch einen Musik- und Fußball-Verein.
In dritter Generation traten zwischen 1908 und 1933 elf Enkel des Firmengründers und zwei Angeheiratete Führungspositionen an den Standorten Gutach, Wien und Perosa an. Unter Vorsitz des Enkels Richard C. Gütermann überwand das Unternehmen erfolgreich die Weltwirtschaftskrise sowie die beschwerliche Zeit des Nationalsozialismus und des Zweiten Weltkrieges.
Die vierte Gütermann-Generation trat in den 1950er und 1960er Jahren in das Unternehmen ein. Neun Nachkommen und drei Angeheiratete übernahmen leitende Funktionen an den Standorten Gutach, Perosa, Sao-Paulo, Wien, Paris und Zürich. Der Gutacher Stammsitz wurde über viele Jahre unter dem Vorsitz von Horst, dann Alex und später Peter Gütermann geleitet. Im Jahr 2002 wurden Horst und Alex Gütermann von der Gemeinde Gutach zu Ehrenbürgern ernannt.
Nach der Jahrtausendwende und der Übernahme der Firma Zwicky & Co. bestand der Vorstand aus Peter Zwicky, Clemens Gütermann sowie Roland Hämmerle. Nach Ausscheiden von Clemens Gütermann und Roland Hämmerle, war Peter Zwicky von 2009 bis 2016 Alleinvorstand von Gütermann. Damit war er der erste Vorstandsvorsitzende in der Geschichte von Gütermann, der nicht aus der Inhaberfamilie stammte. Ende März 2016 verabschiedete sich Peter Zwicky in den Ruhestand. Von April 2016 bis November 2024 verantwortete Jürgen Drescher (ehemals Leiter Business Development & Produktion) als Managing Director von A&E Gütermann die Geschäfte von Gütermann Europe & Oceania. 
Zum Zeitpunkt der Unternehmensübernahme durch American & Efird LLC setzte sich der Aufsichtsrat aus Carl Siebel (Vorsitzender), Gunter Ernst (Stellvertretender Vorsitzender), Gert Dyckerhoff, Nikolaus Gütermann, Philipp Kraske und Henrich Wilckens zusammen.

## Eigentümer
Bis 2014 befand sich das Unternehmen 150 Jahre vollständig in Besitz der weitverzweigten Familie Gütermann. 2004 hielten nach Angaben des Manager Magazins 80 Familienmitglieder Anteile an der Unternehmensgruppe. Das operative Geschäft in Gutach wird seit dem 1. Januar 2010 als GmbH geführt, Muttergesellschaft der Firmengruppe mit 2 inländischen und 12 ausländischen Tochtergesellschaften war die Gütermann Holding SE.
Am 23. April 2014 unterzeichnete die Gütermann Holding SE einen Vertrag über den Verkauf der Unternehmensgruppe an den größten US-amerikanischen und weltweit zweitgrößten Näh- und Industriegarnhersteller American & Efird LLC (A&E) mit Sitz in Mount Holly, North Carolina. Die Aktionärsversammlung stimmte im Juni 2014 dem Verkauf fast geschlossen zu. A&E selbst war von 2011 bis 2018 im Besitz des New Yorker Investmentfonds KPS Capital Partners. Seit 2018 ist A&E unter dem Dach der International Textile Group (ITG) im Besitz des kalifornischen Investmentfonds Platinum Equity. 2019 wurde ITG zu Elevate Textiles Inc. umbenannt.